# III liga grupa poznańska sezon 1996/1997
 TABELA 
| Lp | III LIGA                      | Mecze | Punkty | Bramki |
| -- | ----------------------------- | ----- | ------ | ------ |
| 1  | Warta Poznań                  | 34    | 81     | 67-22  |
| 2  | Lubuszanin Drezdenko          | 34    | 67     | 54-29  |
| 3  | Amica II Wronki               | 34    | 63     | 70-49  |
| 4  | Polonia Słubice               | 34    | 60     | 48-21  |
| 5  | Polonia Chodzież              | 34    | 60     | 66-33  |
| 6  | Unia Swarzędz                 | 34    | 51     | 56-60  |
| 7  | Błękitni Stargard Szczeciński | 34    | 49     | 57-31  |
| 8  | Gwardia Koszalin              | 34    | 49     | 57-42  |
| 9  | Flota Świnoujście             | 34    | 46     | 50-47  |
| 10 | Stal Stocznia Szczecin        | 34    | 45     | 39-43  |
| 11 | LKS Luboń                     | 34    | 45     | 57-56  |
| 12 | Lech II Poznań                | 34    | 44     | 40-44  |
| 13 | Kotwica Kołobrzeg             | 34    | 43     | 47-53  |
| 14 | Orzeł Biały Wałcz             | 34    | 40     | 39-59  |
| 15 | Polonia Środa Wielkopolska    | 34    | 39     | 51-63  |
| 16 | Celuloza Kostrzyn nad Odrą    | 34    | 35     | 50-62  |
| 17 | Hutnik Szczecin               | 34    | 31     | 34-69  |
| 18 | Pogoń Połczyn-Zdrój           | 34    | 5      | 16-115 |

 TERMINARZ 
- Kolejka 1

| Gospodarze                 | Wynik | Goście                        | Uwagi |
| -------------------------- | ----- | ----------------------------- | ----- |
| Flota Świnoujście          | 1:1   | Błękitni Stargard Szczeciński |       |
| Pogoń Połczyn Zdrój        | 0:1   | Gwardia Koszalin              |       |
| Hutnik Szczecin            | 2:2   | LKS Luboń                     |       |
| Sokół Pniewy               | 1:2   | Lubuszanin Drezdenko          |       |
| Celuloza Kostrzyn nad Odrą | 1:2   | Lech II Poznań                |       |
| Polonia Słubice            | 2:1   | Polonia Chodzież              |       |
| Amica II Wronki            | 0:0   | Warta Poznań                  |       |
| Polonia Środa Wielkopolska | 1:2   | Orzeł Biały Wałcz             |       |
| Kotwica Kołobrzeg          | 2:1   | Stal Stocznia Szczecin        |       |

- Kolejka 2

| Gospodarze                    | Wynik | Goście                     | Uwagi |
| ----------------------------- | ----- | -------------------------- | ----- |
| Lubuszanin Drezdenko          | 5:1   | Lech II Poznań             |       |
| Polonia Chodzież              | 5:1   | Kotwica Kołobrzeg          |       |
| Stal Stocznia Szczecin        | 0:1   | Warta Poznań               |       |
| Gwardia Koszalin              | 5:2   | Hutnik Szczecin            |       |
| Orzeł Biały Wałcz             | 1:0   | Polonia Słubice            |       |
| Celuloza Kostrzyn nad Odrą    | 1:1   | Polonia Środa Wielkopolska |       |
| LKS Luboń                     | 2:1   | Sokół Pniewy               |       |
| Błękitni Stargard Szczeciński | 8:1   | Pogoń Połczyn Zdrój        |       |
| Flota Świnoujście             | 3:4   | Amica II Wronki            |       |

- Kolejka 3

| Gospodarze                 | Wynik | Goście                        | Uwagi |
| -------------------------- | ----- | ----------------------------- | ----- |
| Flota Świnoujście          | 0:0   | Pogoń Połczyn Zdrój           |       |
| Hutnik Szczecin            | 0:4   | Błękitni Stargard Szczeciński |       |
| Polonia Środa Wielkopolska | 1:1   | Lubuszanin Drezdenko          |       |
| Kotwica Kołobrzeg          | 2:2   | Orzeł Biały Wałcz             |       |
| Sokół Pniewy               | 2:1   | Gwardia Koszalin              |       |
| Lech II Poznań             | 1:1   | LKS Luboń                     |       |
| Warta Poznań               | 2:1   | Polonia Chodzież              |       |
| Polonia Słubice            | 0:2   | Celuloza Kostrzyn nad Odrą    |       |
| Amica II Wronki            | 2:0   | Stal Stocznia Szczecin        |       |

- Kolejka 4

| Gospodarze                    | Wynik | Goście                     | Uwagi |
| ----------------------------- | ----- | -------------------------- | ----- |
| Stal Stocznia Szczecin        | 1:0   | Polonia Chodzież           |       |
| Orzeł Biały Wałcz             | 1:2   | Warta Poznań               |       |
| Celuloza Kostrzyn nad Odrą    | 1:1   | Kotwica Kołobrzeg          |       |
| Lubuszanin Drezdenko          | 2:0   | Polonia Słubice            |       |
| LKS Luboń                     | 0:1   | Polonia Środa Wielkopolska |       |
| Gwardia Koszalin              | 2:0   | Lech II Poznań             |       |
| Błękitni Stargard Szczeciński | 3:1   | Sokół Pniewy               |       |
| Hutnik Szczecin               | 2:1   | Flota Świnoujście          |       |
| Pogoń Połczyn Zdrój           | 3:4   | Amica II Wronki            |       |

- Kolejka 5

| Gospodarze                 | Wynik  | Goście                        | Uwagi |
| -------------------------- | ------ | ----------------------------- | ----- |
| Warta Poznań               | 2:1    | Celuloza Kostrzyn nad Odrą    |       |
| Lech II Poznań             | 0:3 vo | Błękitni Stargard Szczeciński |       |
| Amica II Wronki            | 2:1    | Polonia Chodzież              |       |
| Polonia Słubice            | 5:0    | LKS Luboń                     |       |
| Pogoń Połczyn Zdrój        | 1:2    | Hutnik Szczecin               |       |
| Polonia Środa Wielkopolska | 0:2    | Gwardia Koszalin              |       |
| Kotwica Kołobrzeg          | 3:0    | Lubuszanin Drezdenko          |       |
| Stal Stocznia Szczecin     | 2:1    | Orzeł Biały Wałcz             |       |
| Unia Swarzędz              | 2:1    | Flota Świnoujście             |       |

- Kolejka 6

| Gospodarze                    | Wynik | Goście                     | Uwagi |
| ----------------------------- | ----- | -------------------------- | ----- |
| LKS Luboń                     | 4:0   | Kotwica Kołobrzeg          |       |
| Hutnik Szczecin               | 2:1   | Amica II Wronki            |       |
| Lubuszanin Drezdenko          | 1:0   | Warta Poznań               |       |
| Błękitni Stargard Szczeciński | 0:0   | Polonia Środa Wielkopolska |       |
| Orzeł Biały Wałcz             | 1:3   | Polonia Chodzież           |       |
| Pogoń Połczyn Zdrój           | 2;2   | Sokół Pniewy               |       |
| Flota Świnoujście             | 1:0   | Lech II Poznań             |       |
| Gwardia Koszalin              | 1:0   | Polonia Słubice            |       |
| Celuloza Kostrzyn nad Odrą    | 2:1   | Stal Stocznia Szczecin     |       |

- Kolejka 7

| Gospodarze                 | Wynik | Goście                        | Uwagi |
| -------------------------- | ----- | ----------------------------- | ----- |
| Polonia Słubice            | 1:0   | Błękitni Stargard Szczeciński |       |
| Lech II Poznań             | 6:0   | Pogoń Połczyn Zdrój           |       |
| Polonia Chodzież           | 0:0   | Celuloza Kostrzyn nad Odrą    |       |
| Polonia Środa Wielkopolska | 2:3   | Flota Świnoujście             |       |
| Kotwica Kołobrzeg          | 1:5   | Gwardia Koszalin              |       |
| Warta Poznań               | 2:0   | LKS Luboń                     |       |
| Stal Stocznia Szczecin     | 1:1   | Lubuszanin Drezdenko          |       |
| Amica II Wronki            | 5:2   | Orzeł Biały Wałcz             |       |
| Sokół Pniewy               | 2:1   | Hutnik Szczecin               |       |

- Kolejka 8

| Gospodarze                    | Wynik | Goście                     | Uwagi |
| ----------------------------- | ----- | -------------------------- | ----- |
| Celuloza Kostrzyn nad Odrą    | 2:1   | Orzeł Biały Wałcz          |       |
| Lubuszanin Drezdenko          | 1:1   | Polonia Chodzież           |       |
| LKS Luboń                     | 1:2   | Stal Stocznia Szczecin     |       |
| Gwardia Koszalin              | 1:2   | Warta Poznań               |       |
| Błękitni Stargard Szczeciński | 5:1   | Kotwica Kołobrzeg          |       |
| Flota Świnoujście             | 0:0   | Polonia Słubice            |       |
| Pogoń Połczyn Zdrój           | 0:2   | Polonia Środa Wielkopolska |       |
| Hutnik Szczecin               | 1:2   | Lech II Poznań             |       |
| Sokół Pniewy                  | 1:1   | Amica II Wronki            |       |

- Kolejka 9

| Gospodarze                 | Wynik | Goście                        | Uwagi |
| -------------------------- | ----- | ----------------------------- | ----- |
| Lech II Poznań             | 1:0   | Sokół Pniewy                  |       |
| Amica II Wronki            | 2:1   | Celuloza Kostrzyn nad Odrą    |       |
| Polonia Środa Wielkopolska | 0:0   | Hutnik Szczecin               |       |
| Warta Poznań               | 1:0   | Błękitni Stargard Szczeciński |       |
| Polonia Słubice            | 3:0   | Pogoń Połczyn Zdrój           |       |
| Kotwica Kołobrzeg          | 4:0   | Flota Świnoujście             |       |
| Stal Stocznia Szczecin     | 2:2   | Gwardia Koszalin              |       |
| Polonia Chodzież           | 1:1   | LKS Luboń                     |       |
| Orzeł Biały Wałcz          | 1:2   | Lubuszanin Drezdenko          |       |

- Kolejka 10

| Gospodarze                    | Wynik | Goście                     | Uwagi |
| ----------------------------- | ----- | -------------------------- | ----- |
| LKS Luboń                     | 1:2   | Orzeł Biały Wałcz          |       |
| Gwardia Koszalin              | 1:1   | Polonia Chodzież           |       |
| Błękitni Stargard Szczeciński | 4:2   | Stal Stocznia Szczecin     |       |
| Flota Świnoujście             | 2:0   | Warta Poznań               |       |
| Pogoń Połczyn Zdrój           | 0:3   | Kotwica Kołobrzeg          |       |
| Hutnik Szczecin               | 0:2   | Polonia Słubice            |       |
| Sokół Pniewy                  | 3:1   | Polonia Środa Wielkopolska |       |
| Lech II Poznań                | 1:3   | Amica II Wronki            |       |
| Lubuszanin Drezdenko          | 3:2   | Celuloza Kostrzyn nad Odrą |       |

- Kolejka 11

| Gospodarze                 | Wynik  | Goście                        | Uwagi |
| -------------------------- | ------ | ----------------------------- | ----- |
| Amica II Wronki            | 1:0    | Lubuszanin Drezdenko          |       |
| Celuloza Kostrzyn nad Odrą | 1:2    | LKS Luboń                     |       |
| Orzeł Biały Wałcz          | 2:1    | Gwardia Koszalin              |       |
| Polonia Chodzież           | 3:1    | Błękitni Stargard Szczeciński |       |
| Warta Poznań               | 3:0 vo | Pogoń Połczyn Zdrój           |       |
| Kotwica Kołobrzeg          | 4:0    | Hutnik Szczecin               |       |
| Polonia Słubice            | 6:0    | Unia Swarzędz                 |       |
| Polonia Środa Wielkopolski | 1:1    | Lech II Poznań                |       |
| Stal Stocznia Szczecin     | 1:0    | Flota Świnoujście             |       |

- Kolejka 12

| Gospodarze                    | Wynik | Goście                     | Uwagi |
| ----------------------------- | ----- | -------------------------- | ----- |
| Polonia Środa Wielkopolska    | 5:2   | Amica II Wronki            |       |
| Lech II Poznań                | 1:1   | Polonia Słubice            |       |
| Unia Swarzędz                 | 1:0   | Kotwica Kołobrzeg          |       |
| Hutnik Szczecin               | 0:3   | Warta Poznań               |       |
| Pogoń Połczyn Zdrój           | 0:2   | Stal Stocznia Szczecin     |       |
| Flota Świnoujście             | 0:0   | Polonia Chodzież           |       |
| Błękitni Stargard Szczeciński | 6:0   | Orzeł Biały Wałcz          |       |
| Gwardia Koszalin              | 1:1   | Celuloza Kostrzyn nad Odrą |       |
| LKS Luboń                     | 1:3   | Lubuszanin Drezdenko       |       |

- Kolejka 13

| Gospodarze                 | Wynik | Goście                        | Uwagi |
| -------------------------- | ----- | ----------------------------- | ----- |
| Polonia Chodzież           | 5:0   | Pogoń Połczyn Zdrój           |       |
| Polonia Słubice            | 3:0   | Polonia Środa Wielkopolska    |       |
| Kotwica Kołobrzeg          | 2:0   | Lech II Poznań                |       |
| Warta Poznań               | 5:1   | Unia Swarzędz                 |       |
| Stal Stocznia Szczecin     | 2:2   | Hutnik Szczecin               |       |
| Orzeł Biały Wałcz          | 3:1   | Flota Świnoujście             |       |
| Celuloza Kostrzyn nad Odrą | 0:2   | Błękitni Stargard Szczeciński |       |
| Lubuszanin Drezdenko       | 3:0   | Gwardia Koszalin              |       |
| LKS Luboń                  | 3:0   | Amica II Wronki               |       |

- Kolejka 14

| Gospodarze                    | Wynik  | Goście                     | Uwagi |
| ----------------------------- | ------ | -------------------------- | ----- |
| Polonia Środa Wielkopolska    | 1:0    | Kotwica Kołobrzeg          |       |
| Gwardia Koszalin              | 0:3 vo | LKS Luboń                  |       |
| Błękitni Stargard Szczeciński | 1:0    | Lubuszanin Drezdenko       |       |
| Flota Świnoujście             | 4:0    | Celuloza Kostrzyn nad Odrą |       |
| Pogoń Połczyn Zdrój           | 0:1    | Orzeł Biały Wałcz          |       |
| Lech II Poznań                | 2:1    | Warta Poznań               |       |
| Polonia Chodzież              | 7:2    | Hutnik Szczecin            |       |
| Unia Swarzędz                 | 2:1    | Stal Stocznia Szczecin     |       |
| Polonia Słubice               | 3:0    | Amica II Wronki            |       |

- Kolejka 15

| Gospodarze                 | Wynik  | Goście                        | Uwagi |
| -------------------------- | ------ | ----------------------------- | ----- |
| Kotwica Kołobrzeg          | 0:1    | Polonia Słubice               |       |
| Warta Poznań               | 2:1    | Polonia Środa Wielkopolski    |       |
| Stal Stocznia Szczecin     | 0:0    | Lech II Poznań                |       |
| Polonia Chodzież           | 1:0    | Unia Swarzędz                 |       |
| Orzeł Biały Wałcz          | 1:0    | Hutnik Szczecin               |       |
| Celuloza Kostrzyn nad Odrą | 7:1    | Pogoń Połczyn Zdrój           |       |
| Lubuszanin Drezdenko       | 0:0    | Flota Świnoujście             |       |
| LKS Luboń                  | 0:0    | Błękitni Stargard Szczeciński |       |
| Amica II Wronki            | 3:0 vo | Gwardia Koszalin              |       |